# Elecciones estatales de Piauí de 2022
Las elecciones estatales en Piauí en 2022 se llevaron a cabo el 2 de octubre. Los electores con derecho a voto eligieron un gobernador, un vicegobernador, un senador, 10 diputados a la Cámara de Diputados y 30 diputados a la Asamblea Legislativa. La gobernadora es Regina Sousa, del Partido de los Trabajadores (PT), vicegobernadora electa en 2018, quien asumió el 31 de marzo de 2022 con la renuncia del titular Wellington Dias por su candidatura al Senado Federal. Para la elección al Senado Federal, está en disputa la vacante ocupada por Elmano Férrer, de Progresistas (PP), elegido en 2014.
El gobernador electo Rafael Fonteles y el vicegobernador Themistocles Filho ejercerán unos días más. Esto se debe a la Enmienda Constitucional N° 111, que modificó la Constitución y estipuló que el mandato de los gobernadores de los estados y del Distrito Federal debía comenzar el 6 de enero después de la elección. Sin embargo, los candidatos electos en esta elección tomarán posesión el 1 de enero de 2023 y entregarán su cargo el 6 de enero de 2027.

## Calendario electoral
| Calendario electoral       | Calendario electoral                                                                      |
| -------------------------- | ----------------------------------------------------------------------------------------- |
| 15 de mayo                 | Inicio del financiamiento para precandidatos                                              |
| 20 de julio al 5 de agosto | Convenciones partidarias para elegir candidatos y coaliciones                             |
| 2 de octubre               | Primera vuelta de las elecciones                                                          |
| 7 al 28 de octubre         | Publicidad electoral gratuita en radio y televisión relativa a una posible segunda vuelta |
| 30 de octubre              | Posible segunda vuelta electoral                                                          |
| hasta el 19 de diciembre   | Diplomatura de los elegidos por el Tribunal Electoral                                     |

## Candidatos para el gobierno de Piauí
Las convenciones del partido comenzaron el 20 de julio y se prolongaron hasta el 5 de agosto. Los siguientes partidos políticos ya han confirmado sus candidaturas. Los partidos políticos tienen hasta el 15 de agosto de 2022 para registrar formalmente a sus candidatos.

### Candidatos oficiales
Nota: La siguiente tabla está organizada alfabéticamente por candidatos.
| Gobernador/a     | Gobernador/a | Gobernador/a | Vicegobernador/a   | Vicegobernador/a | Vicegobernador/a | Nª | Coalición / Federación                                                        | Tiempo en franja |
| Candidato        | Partido      | Partido      | Candidato          | Partido          | Partido          | Nª | Coalición / Federación                                                        | Tiempo en franja |
| ---------------- | ------------ | ------------ | ------------------ | ---------------- | ---------------- | -- | ----------------------------------------------------------------------------- | ---------------- |
| Gerardo Carvalho |              | PSTU         | Fran de Jesus      |                  | PSTU             | 16 |                                                                               |                  |
| Gustavo Henrique |              | PATRI        | Josselene Muniz    |                  | PATRI            | 51 |                                                                               | 20s              |
| Lourdes Melo     |              | PCO          | Ronaldo Soares     |                  | PCO              | 29 |                                                                               |                  |
| Madalena Nunes   |              | PSOL         | Cynthia Falcão     |                  | PSOL             | 50 | Alimentado. PSOL REDE                                                         | 22s              |
| Rafael Fonteles  |              | PT           | Themístocles Filho |                  | MDB              | 13 | La Fuerza del Pueblo FE Brasil (PT, PCdoB, PV), PSB, PSD, PROS, SD, MDB, AGIR | 3m50s            |
| Ravenna Castro   |              | PMN          | Erivelton Quixaba  |                  | PMN              | 33 |                                                                               |                  |
| Silvio Mendes    |              | UNIÃO        | Iracema Portela    |                  | PP               | 44 | Vamos a Cambiar Piauí UNIÃO, PP, Fed (PSDB-Cidadania), PDT, PTB, AVANTE       | 4m00s            |

### Candidaturas rechazadas
| Gobernador | Gobernador | Gobernador | Vicegobernador  | Vicegobernador | Vicegobernador | Nª | Coalición / Federación          |
| Candidato  | Roto       | Roto       | Candidato       | Roto           | Roto           | Nª | Coalición / Federación          |
| ---------- | ---------- | ---------- | --------------- | -------------- | -------------- | -- | ------------------------------- |
| Gessy Lima |            | PSC        | Rogério Ribeiro |                | PSC            | 20 | Piauí tiene Esperanza PSC, PODE |

El TRE-PI anuló la convención partidaria de la coalición Piauí tiene Esperanza por incumplimiento del plazo reglamentario para la publicación de un aviso público o convocatoria individual para la convención partidaria, en la que se designarían las personas que debían postularse para cada cargo en la se eligen elecciones generales. La coalición podía apelar.

### Candidatos que declinaron
| Gobernador | Gobernador | Gobernador | Vicegobernador | Vicegobernador | Vicegobernador | Nª | Coalición / Federación | Tiempo en franja |
| Candidato  | Partido    | Partido    | Candidato      | Partido        | Partido        | Nª | Coalición / Federación | Tiempo en franja |
| ---------- | ---------- | ---------- | -------------- | -------------- | -------------- | -- | ---------------------- | ---------------- |
| Diego Melo |            | PL         | Carlos Pinho   |                | PL             | 22 |                        | 47s              |

El candidato Diogo Melo, del Partido Liberal (PL), anunció su retiro el 29 de septiembre para apoyar la candidatura de Silvio Mendes para el gobierno de Piauí, motivando a sus electores a votar por el candidato de Unión Brasil (UNIÃO).

## Candidatos al Senado Federal
Las convenciones del partido comenzaron el 20 de julio y se prolongaron hasta el 5 de agosto. Los siguientes partidos políticos ya han confirmado sus candidaturas. Los partidos políticos tienen hasta el 15 de agosto de 2022 para registrar formalmente a sus candidatos.

### Solicitudes confirmadas
Nota: La siguiente tabla está organizada alfabéticamente por candidatos.
| Senador/a          | Senador/a          | Senador/a | Suplentes           | Suplentes | Suplentes | Nª  | Coalición / Federación                                                        | Tiempo en franja |
| Candidato          | Partido            | Partido   | Candidato           | Partido   | Partido   | Nª  | Coalición / Federación                                                        | Tiempo en franja |
| ------------------ | ------------------ | --------- | ------------------- | --------- | --------- | --- | ----------------------------------------------------------------------------- | ---------------- |
| Antônio José       |                    | PMN       | Carlos Alberto      |           | PMN       | 333 |                                                                               |                  |
| Antônio José       | Geovani Santos     | PMN       |                     |           | PMN       | 333 |                                                                               |                  |
| Albertiza Moreira  |                    | PCO       | Marbri Venceslau    |           | PCO       | 290 |                                                                               |                  |
| Albertiza Moreira  | Estevandio Vieira  | PCO       |                     |           | PCO       | 290 |                                                                               |                  |
| George Magno       |                    | PSOL      | Alana Freitas       |           | PSOL      | 500 | Alimentado. PSOL REDE                                                         |                  |
| George Magno       | Jefferson Carvalho | PSOL      |                     | REDE      |           | 500 | Alimentado. PSOL REDE                                                         |                  |
| Gevásio dos Santos |                    | PSTU      | Romildo de Castro   |           | PSTU      | 166 |                                                                               |                  |
| Gevásio dos Santos | Egmar Oliveira     | PSTU      |                     |           | PSTU      | 166 |                                                                               |                  |
| Joel Rodrigues     |                    | PP        | Charles da Silveira |           | PDT       | 111 | Vamos a Cambiar Piauí UNIÃO, PP, Fed (PSDB-Cidadania), PDT, PTB, AVANTE       |                  |
| Joel Rodrigues     | Belé Medeiros      | PP        |                     | PP        |           | 111 | Vamos a Cambiar Piauí UNIÃO, PP, Fed (PSDB-Cidadania), PDT, PTB, AVANTE       |                  |
| Wellington Dias    |                    | PT        | Jussara Lima        |           | PT        | 131 | La Fuerza del Pueblo FE Brasil (PT, PCdoB, PV), PSB, PSD, PROS, SD, MDB, AGIR |                  |
| Wellington Dias    | José Amauri        | PT        |                     |           | PT        | 131 | La Fuerza del Pueblo FE Brasil (PT, PCdoB, PV), PSB, PSD, PROS, SD, MDB, AGIR |                  |

### Candidatos que declinaron
| Senador      | Senador     | Senador | Suplentes         | Suplentes | Suplentes | Nª  | Coalición / Federación          |
| Candidato    | Partido     | Partido | Candidato         | Partido   | Partido   | Nª  | Coalición / Federación          |
| ------------ | ----------- | ------- | ----------------- | --------- | --------- | --- | ------------------------------- |
| Fábio Sérvio |             | PODE    | Alessander Vieira |           | PODE      | 190 | Piauí tiene Esperanza PSC, PODE |
| Fábio Sérvio | Paulo Cunha | PODE    | PODE              |           |           | 190 | Piauí tiene Esperanza PSC, PODE |

Fábio Sérvio justificó su retiro afirmando que tiene dificultades partidistas y estructurales para sostener su campaña para el Senado. Debido a su rechazo a Wellington Dias (PT), optó por apoyar a su principal oponente, Joel Rodrigues (PP).

### Candidatos rechazados
El TSE rechazó la candidatura de Don Lotti.
| Senador               | Senador        | Senador | Suplentes                | Suplentes | Suplentes | Nª  | Coalición/Federación | Tiempo en franja |
| Candidato             | Partido        | Partido | Candidato                | Partido   | Partido   | Nª  | Coalición/Federación | Tiempo en franja |
| --------------------- | -------------- | ------- | ------------------------ | --------- | --------- | --- | -------------------- | ---------------- |
| Moacir Domingos Lotti |                | PATRI   | Francisco de Sena Santos |           | PATRI     | 510 |                      |                  |
| Moacir Domingos Lotti | Herles Marcelo | PATRI   |                          |           | PATRI     | 510 |                      |                  |

## Debates con candidatos a gobernador
| Fecha            | Organización                                                                 | Mediador                    | Melo (PL) | Carvalho (PSTU) | Lima (PSC) | Henrique (PATRI) | Nunes (PSOL) | Lourdes (PCO) | Fonteles (PT) | Mendes (UNIÃO) | Ref.          |
| ---------------- | ---------------------------------------------------------------------------- | --------------------------- | --------- | --------------- | ---------- | ---------------- | ------------ | ------------- | ------------- | -------------- | ------------- |
| 16 de agosto     | TV Cidade Verde Rádio Cidade Verde Cidadeverde.com                           | Joelson Giordani            | P         | P               | P          | P                | P            | P             | P             | P              | [ 32 ]        |
| 16 de agosto     | TV Meio Norte Rádio Jornal Meio Norte (Teresina) Meio Norte FM Meionorte.com | Ieldyson Vasconcelos        | P         | P               | P          | P                | P            | P             | P             | P              | [ 33 ]        |
| 17 de agosto     | O Dia TV FM O Dia Portal O Dia                                               | Douglas Cordeiro            | P         | NI              | P          | P                | P            | NI            | P             | P              | [ 34 ]        |
| 26 de septiembre | TV Antena 10 Portal A10+                                                     | Sayuri Sato y Beatriz Ribas | P         | NI              | P          | P                | P            | NI            | P             | P              | [ 35 ]        |
| 27 de septiembre | TV Clube Clube News FM FM Clube Portal Clube News g1 Piauí globoplay         | Marcelo Magno               | P         | A               | P          | P                | P            | A             | P             | P              | [ 36 ]        |
| 28 de septiembre | TV Meio Norte Rádio Jornal Meio Norte (Teresina) Meio Norte FM Meionorte.com | Ieldyson Vasconcelos        | P         | P               | P          | P                | P            | P             | P             | A              | [ 37 ] [ 38 ] |

## Encuestas

### Gobernador
| Fecha       | Encuestadora                                                                           | Muestra                                                                                | Fontelles (PT)                                                                         | Silvio (UNIÃO)                                                                         | Diego (PL)                                                                             | Gessy (PSC)                                                                            | Madalena (PSOL)                                                                        | Gustavo (PATRI)                                                                        | Geraldo (PSTU)                                                                         | Ravenna (PMN)                                                                          | Lourdes (PCO)                                                                          | B/N                                                                                    | NS/NR                                                                                  | Ventaja                                                                                |
| ----------- | -------------------------------------------------------------------------------------- | -------------------------------------------------------------------------------------- | -------------------------------------------------------------------------------------- | -------------------------------------------------------------------------------------- | -------------------------------------------------------------------------------------- | -------------------------------------------------------------------------------------- | -------------------------------------------------------------------------------------- | -------------------------------------------------------------------------------------- | -------------------------------------------------------------------------------------- | -------------------------------------------------------------------------------------- | -------------------------------------------------------------------------------------- | -------------------------------------------------------------------------------------- | -------------------------------------------------------------------------------------- | -------------------------------------------------------------------------------------- |
| Fecha       | Encuestadora                                                                           | Muestra                                                                                |                                                                                        |                                                                                        |                                                                                        |                                                                                        |                                                                                        |                                                                                        |                                                                                        |                                                                                        |                                                                                        | B/N                                                                                    | NS/NR                                                                                  | Ventaja                                                                                |
| 29/09       | Coronel Diego Melo (PL) retiró su candidatura para apoyar la de Silvio Mendes (UNIÃO). | Coronel Diego Melo (PL) retiró su candidatura para apoyar la de Silvio Mendes (UNIÃO). | Coronel Diego Melo (PL) retiró su candidatura para apoyar la de Silvio Mendes (UNIÃO). | Coronel Diego Melo (PL) retiró su candidatura para apoyar la de Silvio Mendes (UNIÃO). | Coronel Diego Melo (PL) retiró su candidatura para apoyar la de Silvio Mendes (UNIÃO). | Coronel Diego Melo (PL) retiró su candidatura para apoyar la de Silvio Mendes (UNIÃO). | Coronel Diego Melo (PL) retiró su candidatura para apoyar la de Silvio Mendes (UNIÃO). | Coronel Diego Melo (PL) retiró su candidatura para apoyar la de Silvio Mendes (UNIÃO). | Coronel Diego Melo (PL) retiró su candidatura para apoyar la de Silvio Mendes (UNIÃO). | Coronel Diego Melo (PL) retiró su candidatura para apoyar la de Silvio Mendes (UNIÃO). | Coronel Diego Melo (PL) retiró su candidatura para apoyar la de Silvio Mendes (UNIÃO). | Coronel Diego Melo (PL) retiró su candidatura para apoyar la de Silvio Mendes (UNIÃO). | Coronel Diego Melo (PL) retiró su candidatura para apoyar la de Silvio Mendes (UNIÃO). | Coronel Diego Melo (PL) retiró su candidatura para apoyar la de Silvio Mendes (UNIÃO). |
| 26-27/09    | Real Time Big Data PI-01832/2022                                                       | 1 000                                                                                  | 39%                                                                                    | 45%                                                                                    | 3%                                                                                     | 1%                                                                                     | 0%                                                                                     | 0%                                                                                     | 0%                                                                                     | 0%                                                                                     | 1%                                                                                     | 5%                                                                                     | 6%                                                                                     | 6%                                                                                     |
| 21-25/09    | Paraná Pesquisas PI-00324/2022                                                         | 1 380                                                                                  | 34%                                                                                    | 45,1%                                                                                  | 2,9%                                                                                   | 1,4%                                                                                   | 0,5%                                                                                   | 0,5%                                                                                   | 0,8%                                                                                   | 0,4%                                                                                   | 1%                                                                                     | 7%                                                                                     | 6,4%                                                                                   | 9,1%                                                                                   |
| 20-25/09    | Datamax PI-07729/2022                                                                  | 2.000                                                                                  | 52,70%                                                                                 | 44,06%}}                                                                               | 1,05%                                                                                  | 1,30%                                                                                  | 0,19%                                                                                  | 0,25%                                                                                  | 0,19%                                                                                  | 0,12%                                                                                  | 0,12%                                                                                  | –                                                                                      | –                                                                                      | 8,64%                                                                                  |
| 19-23/09    | Amostragem PI-00381/2022                                                               | 2.000                                                                                  | 41,05%                                                                                 | 36,1%                                                                                  | 1,35%                                                                                  | 0,8%                                                                                   | 0,65%                                                                                  | 0,5%                                                                                   | 0,45%                                                                                  | 0,2%                                                                                   | 0,55%                                                                                  | 8,15%                                                                                  | 10,2%                                                                                  | 4,95%                                                                                  |
| 12-16/09    | Instituto Opinar PI-02954/2022                                                         | 1.250                                                                                  | 34,76%                                                                                 | 41,04%                                                                                 | 1,44%                                                                                  | 1,28%                                                                                  | 0,12%                                                                                  | 0,60%                                                                                  | 0,36%                                                                                  | 0,44%                                                                                  | 0,32%                                                                                  | 6,80%                                                                                  | 12,80%                                                                                 | 6,28%                                                                                  |
| 12/09       | TRE-PI rechazó candidatura de Gessy Fonseca (PSC).                                     | TRE-PI rechazó candidatura de Gessy Fonseca (PSC).                                     | TRE-PI rechazó candidatura de Gessy Fonseca (PSC).                                     | TRE-PI rechazó candidatura de Gessy Fonseca (PSC).                                     | TRE-PI rechazó candidatura de Gessy Fonseca (PSC).                                     | TRE-PI rechazó candidatura de Gessy Fonseca (PSC).                                     | TRE-PI rechazó candidatura de Gessy Fonseca (PSC).                                     | TRE-PI rechazó candidatura de Gessy Fonseca (PSC).                                     | TRE-PI rechazó candidatura de Gessy Fonseca (PSC).                                     | TRE-PI rechazó candidatura de Gessy Fonseca (PSC).                                     | TRE-PI rechazó candidatura de Gessy Fonseca (PSC).                                     | TRE-PI rechazó candidatura de Gessy Fonseca (PSC).                                     | TRE-PI rechazó candidatura de Gessy Fonseca (PSC).                                     | TRE-PI rechazó candidatura de Gessy Fonseca (PSC).                                     |
| 09-11/09    | IPEC PI-05214/2022                                                                     | 800                                                                                    | 29%                                                                                    | 43%                                                                                    | 3%                                                                                     | 1%                                                                                     | 1%                                                                                     | 1%                                                                                     | 1%                                                                                     | 1%                                                                                     | 1%                                                                                     | 10%                                                                                    | 10%                                                                                    | 14%                                                                                    |
| 06-11/09    | Datamax PI-04308/2022                                                                  | 2 000                                                                                  | 49,49%                                                                                 | 44,53%                                                                                 | 2,60%                                                                                  | 1,45%                                                                                  | 0,30%                                                                                  | 0,54%                                                                                  | 0,30%                                                                                  | 0,48%                                                                                  | 0,30%                                                                                  | –                                                                                      | –                                                                                      | 4,96%                                                                                  |
| 05-09/09    | Amostragem PI-01010/2022                                                               | 2 000                                                                                  | 38,00%                                                                                 | 36,70%                                                                                 | 5,05%                                                                                  | 1,55%                                                                                  | 0,25%                                                                                  | 0,60%                                                                                  | 0,85%                                                                                  | 0,50%                                                                                  | 0,45%                                                                                  | 9,05%                                                                                  | 10,00%                                                                                 | 1,3%                                                                                   |
| 03-07/09    | Paraná Pesquisas PI-02405/2022                                                         | 1 380                                                                                  | 29,1%                                                                                  | 44,3%                                                                                  | 2,0%                                                                                   | 1,2%                                                                                   | 1,4%                                                                                   | 0,4%                                                                                   | 0,7%                                                                                   | 0,7%                                                                                   | 0,5%                                                                                   | 11,2%                                                                                  | 8,7%                                                                                   | 15,2%                                                                                  |
| 30/08-04/09 | Datamax PI-01216/2022                                                                  | 2 000                                                                                  | 49,31%                                                                                 | 44,40%                                                                                 | 2,64%                                                                                  | 1,51%                                                                                  | 1,01%                                                                                  | 0,25%                                                                                  | 0,44%                                                                                  | 0,31%                                                                                  | 0,13%                                                                                  | –                                                                                      | –                                                                                      | 4,91%                                                                                  |
| 27-29/08    | Instituto Opinar PI-08363/2022                                                         | 1 082                                                                                  | 34,28%                                                                                 | 48,98%                                                                                 | 2,40%                                                                                  | 0,83%                                                                                  | 0,37%                                                                                  | 0,37%                                                                                  | 0,28%                                                                                  | 0,74%                                                                                  | 0,83%                                                                                  | 4,07%                                                                                  | 6,84%                                                                                  | 14,7%                                                                                  |
| 19-21/08    | IPEC PI-09637/2022                                                                     | 800                                                                                    | 23%                                                                                    | 38%                                                                                    | 2%                                                                                     | 3%                                                                                     | 1%                                                                                     | 2%                                                                                     | 2%                                                                                     | 1%                                                                                     | 1%                                                                                     | 10%                                                                                    | 17%                                                                                    | 15%                                                                                    |
| 02-07/08    | Datamax PI-02984/2022                                                                  | 2 000                                                                                  | 39,25%                                                                                 | 31,60%                                                                                 | 2,50%                                                                                  | 1,55%                                                                                  | 0,65%                                                                                  | 0,25%                                                                                  | 0,30%                                                                                  | 0,80%                                                                                  |                                                                                        | 7,05%                                                                                  | 16,05%                                                                                 | 7,65%                                                                                  |

### Senador Federal

Candidato más votado por municipio (224):
Wellington Dias (153 municipios)
Joel Rodrigues (71 municipios)

| Fecha       | Encuestadora                                                  | Muestra                                                       | Wellington (PT)                                               | Joel (PP)                                                     | Sérvio (PODE)                                                 | Ajosé (PMN)                                                   | George (PSOL)                                                 | Gervásio (PSTU)                                               | Albetiza (PCO)                                                |                                                               |                                                               | Vantagem                                                      |  |        |        |        |
| ----------- | ------------------------------------------------------------- | ------------------------------------------------------------- | ------------------------------------------------------------- | ------------------------------------------------------------- | ------------------------------------------------------------- | ------------------------------------------------------------- | ------------------------------------------------------------- | ------------------------------------------------------------- | ------------------------------------------------------------- | ------------------------------------------------------------- | ------------------------------------------------------------- | ------------------------------------------------------------- |  | ------ | ------ | ------ |
| Fecha       | Encuestadora                                                  | Muestra                                                       | 02-07/08                                                      | Datamax PI-02984/2022                                         | 2 000                                                         | 47,15%                                                        | 14,85%                                                        | 2,75%                                                         | 4,40%                                                         |                                                               |                                                               | Vantagem                                                      |  | 13,10% | 17,75% | 32,30% |
| 19-21/08    | IPEC PI-09637/2022                                            | 800                                                           | 49%                                                           | 10%                                                           | 4%                                                            | 3%                                                            | 2%                                                            | 1%                                                            | 1%                                                            | 12%                                                           | 19%                                                           | 39%                                                           |  |        |        |        |
| 27-29/08    | Instituto Opinar PI-08363/2022                                | 1 082                                                         | 53,20%                                                        | 20,15%                                                        | 0,65%                                                         | 1,11%                                                         | 0,46%                                                         | 0,28%                                                         | 0,55%                                                         | 14,23%                                                        | 9,15%                                                         | 33,05%                                                        |  |        |        |        |
| 29/08       | Fábio Sérvio (PODE) desiste de candidatura ao Senado Federal. | Fábio Sérvio (PODE) desiste de candidatura ao Senado Federal. | Fábio Sérvio (PODE) desiste de candidatura ao Senado Federal. | Fábio Sérvio (PODE) desiste de candidatura ao Senado Federal. | Fábio Sérvio (PODE) desiste de candidatura ao Senado Federal. | Fábio Sérvio (PODE) desiste de candidatura ao Senado Federal. | Fábio Sérvio (PODE) desiste de candidatura ao Senado Federal. | Fábio Sérvio (PODE) desiste de candidatura ao Senado Federal. | Fábio Sérvio (PODE) desiste de candidatura ao Senado Federal. | Fábio Sérvio (PODE) desiste de candidatura ao Senado Federal. | Fábio Sérvio (PODE) desiste de candidatura ao Senado Federal. | Fábio Sérvio (PODE) desiste de candidatura ao Senado Federal. |  |        |        |        |
| Período     | Instituto                                                     | Muestra                                                       | Wellington (PT)                                               | Joel (PP)                                                     | Ajosé (PMN)                                                   | George (PSOL)                                                 | Lotti (PATRI)                                                 | Gervásio (PSTU)                                               | Albetiza (PCO)                                                | B/N                                                           | NS/NR                                                         | Vantagem                                                      |  |        |        |        |
| Período     | Instituto                                                     | Muestra                                                       |                                                               |                                                               |                                                               |                                                               |                                                               |                                                               |                                                               | B/N                                                           | NS/NR                                                         | Vantagem                                                      |  |        |        |        |
| 30/08-04/09 | Datamax PI-01216/2022                                         | 2 000                                                         | 68,48%                                                        | 24,78%                                                        | 1,93%                                                         | 1,85%                                                         | 0,59%                                                         | 0,74%                                                         | 1,26%                                                         | 8,20%                                                         | 24,40%                                                        | 43,7%                                                         |  |        |        |        |
| 03-07/09    | Paraná Pesquisas PI-02405/2022                                | 1 380                                                         | 45,7%                                                         | 22,5%                                                         | 1,2%                                                          | 0,6%                                                          | 0,2%                                                          | 0,7%                                                          | 0,6%                                                          | 14,6%                                                         | 13,9%                                                         | 23,2%                                                         |  |        |        |        |
| 05-09/09    | Amostragem PI-01010/2022                                      | 2 000                                                         | 65,04%                                                        | 27,41%                                                        | 1,63%                                                         | 2,60%                                                         | 0,85%                                                         | 1,37%                                                         | 1,15%                                                         | –                                                             | –                                                             | 37,63%                                                        |  |        |        |        |
| 06-11/09    | Datamax PI-04308/2022                                         | 2 000                                                         | 63,85%                                                        | 29,95%                                                        | 1,91%                                                         | 1,43%                                                         | 0,54%                                                         | 0,68%                                                         | 1,63%                                                         | 8,10%                                                         | 18,45%                                                        | 33,9%                                                         |  |        |        |        |
| 09-11/09    | IPEC PI-05214/2022                                            | 800                                                           | 46%                                                           | 26%                                                           | 1%                                                            | 1%                                                            | 0%                                                            | 1%                                                            | 1%                                                            | 12%                                                           | 11%                                                           | 20%                                                           |  |        |        |        |
| 12-16/09    | Instituto Opinar PI-02954/2022                                | 1.250                                                         | 46,4%                                                         | 22,8%                                                         | 0,9%                                                          | 1%                                                            | 0,3%                                                          | 0,4%                                                          | 0,6%                                                          | 11,6%                                                         | 16%                                                           | 23,6%                                                         |  |        |        |        |
| 19-23/09    | Amostragem PI-00381/2022                                      | 2.000                                                         | 48,25%                                                        | 24,75%                                                        | 1,2%                                                          | 0,95%                                                         | 0,7%                                                          | 0,75%                                                         | 0,75%                                                         | 19,85%                                                        | 2,39%                                                         | 23,5%                                                         |  |        |        |        |
| 20-25/09    | Datamax PI-07729/2022                                         | 2.000                                                         | 62,86%                                                        | 34,12%                                                        | 1,14%                                                         | 0,87%                                                         | 0,07%                                                         | 0,40%                                                         | 0,54%                                                         | –                                                             | –                                                             | 28,74%                                                        |  |        |        |        |
| 21-25/09    | Paraná Pesquisas PI-00324/2022                                | 1 380                                                         | 42,5%                                                         | 34,7%                                                         | 1,2%                                                          | 0,7%                                                          |                                                               | 0,4%                                                          | 0,8%                                                          | 10,4%                                                         | 9,3%                                                          | 7,8%                                                          |  |        |        |        |
| 26-27/09    | Real Time Big Data PI-01832/2022                              | 1 000                                                         | 42%                                                           | 39%                                                           | 0%                                                            | 1%                                                            | 0%                                                            | 0%                                                            | 0%                                                            | 9%                                                            | 8%                                                            | 3%                                                            |  |        |        |        |

## Resultados

### Gobernador
| Candidatos                | Candidatos                | Candidatos                | Votos     | %      |
| Gobernador/a              | Gobernador/a              | Vicegobernador/a          | Votos     | %      |
| ------------------------- | ------------------------- | ------------------------- | --------- | ------ |
|                           | Rafael Fonteles (PT)      | Themístocles Filho (MDB)  | 1.115.139 | 57,17  |
|                           | Silvio Mendes (UNIÃO)     | Iracema Portella (PP)     | 811.806   | 41,62  |
|                           | Gessy Lima (PSC)          | Rogerio Ribeiro (PSC)     | 3.209     | 0,68   |
|                           | Magdalena Nunes (PSOL)    | Cynthia Falcao (PSOL)     | 4.759     | 0,24   |
|                           | Lourdes Melo (PCO)        | Ronaldo Soares (PCO)      | 1.924     | 0,10   |
|                           | Geraldo Carvalho (PSTU)   | Fran de Jesús (PSTU)      | 1.425     | 0,07   |
|                           | Rávena Castro (PMN)       | Erivelton Quijaba (PMN)   | 1.167     | 0,06   |
|                           | Gustavo Henrique (PATRI)  | Josselene Muñiz (PATRI)   | 1.027     | 0,05   |
|                           |                           |                           |           |        |
| Votos válidos             | Votos válidos             | Votos válidos             | 1.935.323 | 91,54  |
| Votos nulos               | Votos nulos               | Votos nulos               | 124.520   | 5,89   |
| Votos en blanco           | Votos en blanco           | Votos en blanco           | 54.163    | 2,57   |
| Total                     | Total                     | Total                     | 2.114.006 | 100,00 |
| Registrados/Participación | Registrados/Participación | Registrados/Participación | 2.570.433 | 82,30  |

### Senador Federal
| Candidato                 | Candidato                 | Votos     | %      |
| ------------------------- | ------------------------- | --------- | ------ |
|                           | Wellington Días (PT)      | 962.194   | 51,34  |
|                           | Joel Rodríguez (PP)       | 892.010   | 47,60  |
|                           | Antônio José (PMN)        | 8.949     | 0,48   |
|                           | Jorge Magno (PSOL)        | 7.895     | 0,42   |
|                           | Albetiza Moreira (PCO)    | 1.730     | 0,09   |
|                           | Gervasio Santos (PSTU)    | 1.265     | 0,07   |
|                           |                           |           |        |
| Votos válidos             | Votos válidos             | 1.874.043 | 88,65  |
| Votos nulos               | Votos nulos               | 151.530   | 7,17   |
| Votos en blanco           | Votos en blanco           | 88.433    | 4,18   |
| Total                     | Total                     | 2.114.006 | 100,00 |
| Registrados/Participación | Registrados/Participación | 2.570.433 | 82,30  |

### Diputados federales electos
| Candidato              | Partido | Votos   | Ciudad natal           | Estado |
| ---------------------- | ------- | ------- | ---------------------- | ------ |
| Julio César            | PSD     | 134.863 | Guadalupe              | Piauí  |
| Francisco Costa        | PT      | 128.080 | São Francisco do Piauí | Piauí  |
| Castro Neto            | PSD     | 127.753 | Teresina               | Piauí  |
| Rejane Dias            | PT      | 125.774 | São João do Piauí      | Piauí  |
| Julio Arcoverde        | PP      | 117.669 | Teresina               | Piauí  |
| Florentino Neto        | PT      | 105.739 | Buriti dos Lopes       | Piauí  |
| Flavio Nogueira        | PT      | 100,151 | Alto Santo             | Ceará  |
| Atila Lira             | PP      | 92.791  | Piripiri               | Piauí  |
| Jadyel da Jupi         | PV      | 83.175  | Teresina               | Piauí  |
| Marcos Aurelio Sampaio | PSD     | 79,987  | Teresina               | Piauí  |

#### Por Partido/Federación
| N.º                       | Partido                                                 | Votos     | %      | Escaños | ±           |
| ------------------------- | ------------------------------------------------------- | --------- | ------ | ------- | ----------- |
| 13                        | Partido de los Trabajadores (PT)                        | 663.394   | 33,89  | 4       | 2           |
| 55                        | Partido Social Democrático (PSD)                        | 426.968   | 21,81  | 3       | 1           |
| 11                        | Progresistas (PP)                                       | 400.918   | 20,48  | 2       | Sin cambios |
| 10                        | Republicanos (REP)                                      | 102.490   | 5,24   | 0       | Sin cambios |
| 77                        | Solidaridad (SD)                                        | 92.683    | 4,73   | 0       | Sin cambios |
| 43                        | Partido Verde (PV)                                      | 84.833    | 4,33   | 1       | 1           |
| 44                        | Unión Brasil (UNIÃO)                                    | 77.581    | 3,96   | 0       | Sin cambios |
| 22                        | Partido Liberal (PL)                                    | 30.902    | 1,58   | 0       | 1           |
| 12                        | Partido Democrático Laborista (PDT)                     | 27.146    | 1,39   | 0       | 1           |
| 19                        | Podemos (PODE)                                          | 12.238    | 0,63   | 0       | Sin cambios |
| 30                        | Partido Nuevo (NOVO)                                    | 8.441     | 0,43   | 0       | Sin cambios |
| 50                        | Partido Socialismo y Libertad (PSOL)                    | 6.518     | 0,33   | 0       | Sin cambios |
| 23                        | Ciudadanía (Cidadania)                                  | 6.076     | 0,31   | 0       | Sin cambios |
| 14                        | Partido Laborista Brasileiro (PTB)                      | 4.467     | 0,23   | 0       | Sin cambios |
| 51                        | Patriota (PATRI)                                        | 3.572     | 0,18   | 0       | Sin cambios |
| 33                        | Partido de la Movilización Nacional (PMN)               | 3.239     | 0,17   | 0       | Sin cambios |
| 23                        | Partido Comunista Brasileño (PCB)                       | 1.221     | 0,06   | 0       | Sin cambios |
| 45                        | Partido de la Social Democracia Brasileña (PSDB)        | 1.033     | 0,05   | 0       | Sin cambios |
| 80                        | Unidad Popular (UP)                                     | 950       | 0,05   | 0       | Sin cambios |
| 65                        | Partido Comunista de Brasil (PCdoB)                     | 849       | 0,04   | 0       | Sin cambios |
| 18                        | Red de Sostenibilidad (REDE)                            | 748       | 0,04   | 0       | Sin cambios |
| 36                        | Actuar (AGIR-36)                                        | 563       | 0,03   | 0       | 1           |
| 16                        | Partido Socialista de los Trabajadores Unificado (PSTU) | 561       | 0,03   | 0       | Sin cambios |
| 29                        | Partido de la Causa Obrera (PCO)                        | 92        | 0,00   | 0       | Sin cambios |
|                           |                                                         |           |        |         |             |
| Votos válidos             | Votos válidos                                           | 1.957.483 | 91,54  |         |             |
| Votos en blanco           | Votos en blanco                                         | 77.396    | 3,66   |         |             |
| Votos nulos               | Votos nulos                                             | 101.487   | 4,80   |         |             |
| Total                     | Total                                                   | 2.114.006 | 100,00 | 10      | Sin cambios |
| Registrados/Participación | Registrados/Participación                               | 2.570.433 | 82,30  |         |             |

#### Diputados estatales electos
| Candidato                  | Partido      | Votos   | Ciudad natal      | Estado         |
| -------------------------- | ------------ | ------- | ----------------- | -------------- |
| Georgiano Fernandes        | MDB          | 109.025 | Teresina          | Piauí          |
| Severo Eulálio             | MDB          | 59.133  | Teresina          | Piauí          |
| Thales Coelho              | PP           | 57.761  | Canto do Buriti   | Piauí          |
| Pablo Santos               | MDB          | 55.893  | Picos             | Piauí          |
| Flávio Rodrigues           | PT           | 55.341  | Teresina          | Piauí          |
| Ana Paula                  | MDB          | 50.580  | Guadalupe         | Piauí          |
| Wilson Brandão             | PP           | 50.421  | Río de Janeiro    | Río de Janeiro |
| Janainna Marques           | PT           | 49.692  | Teresina          | Piauí          |
| Francisco Limma            | PT           | 46.899  | Matias Olímpio    | Piauí          |
| Felipe Sampaio             | MDB          | 44.256  | Teresina          | Piauí          |
| Jeová Alencar              | Republicanos | 44.095  | Fortaleza         | Ceará          |
| João Madison               | MDB          | 43.832  | Corrente          | Piauí          |
| Gustavo Neiva              | PP           | 42.258  | Teresina          | Piauí          |
| Firmino Paulo              | PT           | 39.854  | Teresina          | Piauí          |
| Gracinha Mão Santa         | PP           | 39.515  | Parnaíba          | Piauí          |
| Hélio Isaias               | PT           | 38.984  | Teresina          | Piauí          |
| Helio de Carvalho Oliveira | MDB          | 38.029  | Canto do Buriti   | Piauí          |
| Fabio Xavier               | PT           | 37.538  | São Luís          | Maranhão       |
| Marden Menezes             | PP           | 36.919  | Teresina          | Piauí          |
| Henrique Pires             | MDB          | 36.407  | Recife            | Pernambuco     |
| Fábio Novo                 | PT           | 35.510  | Bom Jesus         | Piauí          |
| Barbara Do Firmino         | PP           | 35.276  | Teresina          | Piauí          |
| Cel Carlos Augusto         | MDB          | 34.396  | Corrente          | Piauí          |
| José Lavôr Néri            | PT           | 33.695  | Picos             | Piauí          |
| Vinicius Pontes            | PT           | 33.437  | Teresina          | Piauí          |
| Franzé Silva               | PT           | 33.090  | Buriti dos Lopes  | Piauí          |
| Aldo Gil                   | PP           | 29.600  | Picos             | Piauí          |
| Rubens Vieira              | PT           | 28.835  | Cocal dos Alves   | Piauí          |
| Gil Carlos                 | PT           | 23.805  | São João do Piauí | Piauí          |
| Evaldo Gomes               | SD           | 20.920  | Teresina          | Piauí          |

#### Por Partido/Federación
| N.º                       | Partido                                                 | Votos     | %      | Escaños | ±           |
| ------------------------- | ------------------------------------------------------- | --------- | ------ | ------- | ----------- |
| 13                        | Partido de los Trabajadores (PT)                        | 689.349   | 34,98  | 12      | 7           |
| 15                        | Movimento Democrático Brasileiro (MDB)                  | 577.108   | 29,29  | 9       | 3           |
| 11                        | Progresistas (PP)                                       | 406.990   | 20,65  | 7       | 2           |
| 10                        | Republicanos (REP)                                      | 112.887   | 5,73   | 1       | Sin cambios |
| 77                        | Solidaridad (SD)                                        | 59.429    | 3,02   | 1       | 1           |
| 22                        | Partido Liberal (PL)                                    | 36.235    | 1,84   | 0       | 3           |
| 65                        | Partido Comunista de Brasil (PCdoB)                     | 21.394    | 1,09   | 0       | 1           |
| 43                        | Partido Verde (PV)                                      | 19.498    | 0,96   | 0       | 1           |
| 30                        | Partido Nuevo (NOVO)                                    | 19.276    | 0,98   | 0       | Sin cambios |
| 12                        | Partido Democrático Laborista (PDT)                     | 12.401    | 0,63   | 0       | 1           |
| 51                        | Patriota (PATRI)                                        | 7.213     | 0,37   | 0       | Sin cambios |
| 50                        | Partido Socialismo y Libertad (PSOL)                    | 5.934     | 0,30   | 0       | Sin cambios |
| 36                        | Actuar (AGIR-36)                                        | 1.344     | 0,07   | 0       | 1           |
| 16                        | Partido Socialista de los Trabajadores Unificado (PSTU) | 715       | 0,04   | 0       | Sin cambios |
| 18                        | Red de Sostenibilidad (REDE)                            | 712       | 0,04   | 0       | 1           |
| 29                        | Partido de la Causa Obrera (PCO)                        | 153       | 0,01   | 0       | Sin cambios |
|                           |                                                         |           |        |         |             |
| Votos válidos             | Votos válidos                                           | 1.970.638 | 93,22  |         |             |
| Votos en blanco           | Votos en blanco                                         | 66.558    | 3,15   |         |             |
| Votos nulos               | Votos nulos                                             | 76.810    | 3,63   |         |             |
| Total                     | Total                                                   | 2.114.006 | 100,00 | 30      | Sin cambios |
| Registrados/Participación | Registrados/Participación                               | 2.570.433 | 82,30  |         |             |